# Élections régionales de 1973 en Vallée d'Aoste
Les élections pour la VIe législature du Conseil de la Vallée d'Aoste se sont déroulées le 10 juin 1973.

## Résultats électoraux
| partis                                               | voix   | voix (%) | sièges |
| ---------------------------------------------------- | ------ | -------- | ------ |
| Démocrates populaires (DP)                           | 15 643 | 22,35 %  | 8      |
| Démocratie chrétienne (DC)                           | 14 980 | 21,40 %  | 7      |
| Parti communiste italien (PCI)                       | 13 638 | 19,49 %  | 7      |
| Union valdôtaine (UV)                                | 8 081  | 11,55 %  | 4      |
| Parti socialiste italien (PSI)                       | 5 975  | 8,54 %   | 3      |
| Union valdôtaine progressiste (UVP)                  | 4 707  | 6,73 %   | 2      |
| Parti libéral italien (PLI)                          | 2 052  | 2,93 %   | 1      |
| Mouvement social italien - Droite nationale (MSI-DN) | 1 452  | 2,07 %   | 1      |
| Parti social-démocrate italien (PSDI)                | 1 409  | 2,01 %   | 1      |
| Rassemblement valdôtain (RV)                         | 1 149  | 1,64 %   | 1      |
| Parti républicain italien (PRI)                      | 904    | 1,29 %   | 0      |
| Total                                                | 69 990 | 100 %    | 35     |

Sources : Ministero dell'Interno, ISTAT, Istituto Cattaneo, Conseil de la Vallée d'Aoste

## Sources
- (it) Cet article est partiellement ou en totalité issu de l’article de Wikipédia en italien intitulé « Elezioni regionali in Valle d'Aosta del 1973 » (voir la liste des auteurs).